# Marchésieux
Marchésieux ist eine französische Gemeinde mit 684 Einwohnern (Stand: 1. Januar 2022) im Département Manche in der Region Normandie (vor 2016: Basse-Normandie). Die Gemeinde gehört zum Arrondissement Coutances und zum Kanton Agon-Coutainville. Die Einwohner werden Marchuais genannt.

## Geographie
Marchésieux liegt etwa 16 Kilometer nordwestlich von Saint-Lô. Umgeben wird Marchésieux von den Nachbargemeinden Raids im Norden und Nordwesten, Auxais im Norden, Saint-André-de-Bohon und Tribehou im Nordosten, Remilly Les Marais im Osten und Südosten, Feugères im Süden, Saint-Martin-d’Aubigny im Westen und Südwesten sowie Saint-Sébastien-de-Raids im Westen.

## Bevölkerungsentwicklung
| 1962                       | 1968 | 1975 | 1982 | 1990 | 1999 | 2006 | 2018 |
| -------------------------- | ---- | ---- | ---- | ---- | ---- | ---- | ---- |
| 741                        | 708  | 637  | 643  | 653  | 664  | 701  | 719  |
| Quellen: Cassini und INSEE |      |      |      |      |      |      |      |

## Sehenswürdigkeiten
- Kirche Saint-Manvieu aus dem 14. Jahrhundert, Monument historique
- Schloss La Bretonnière aus dem 18. Jahrhundert
- Haus Les Marais, Monument historique

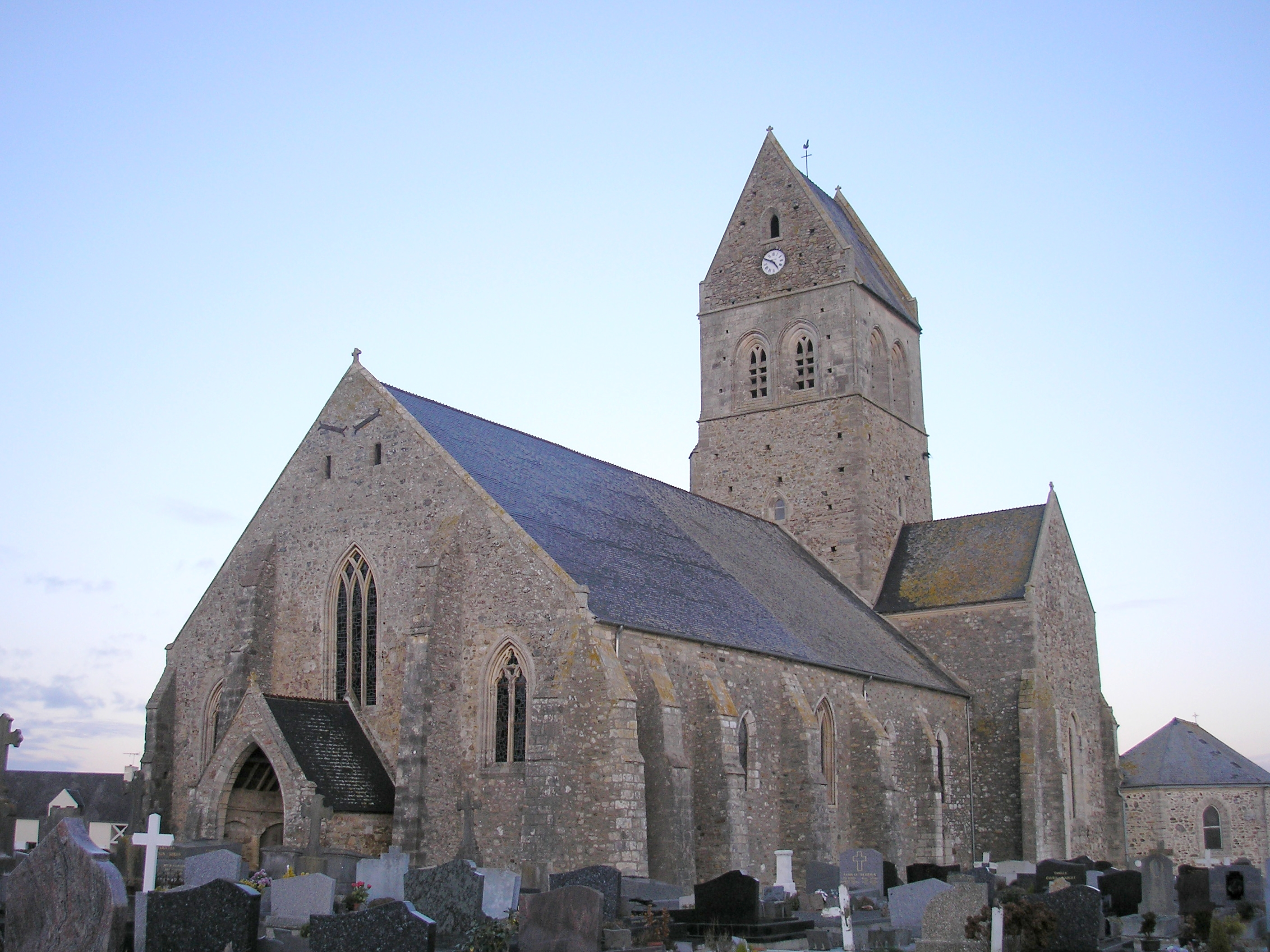
Kirche Saint-Manvieu
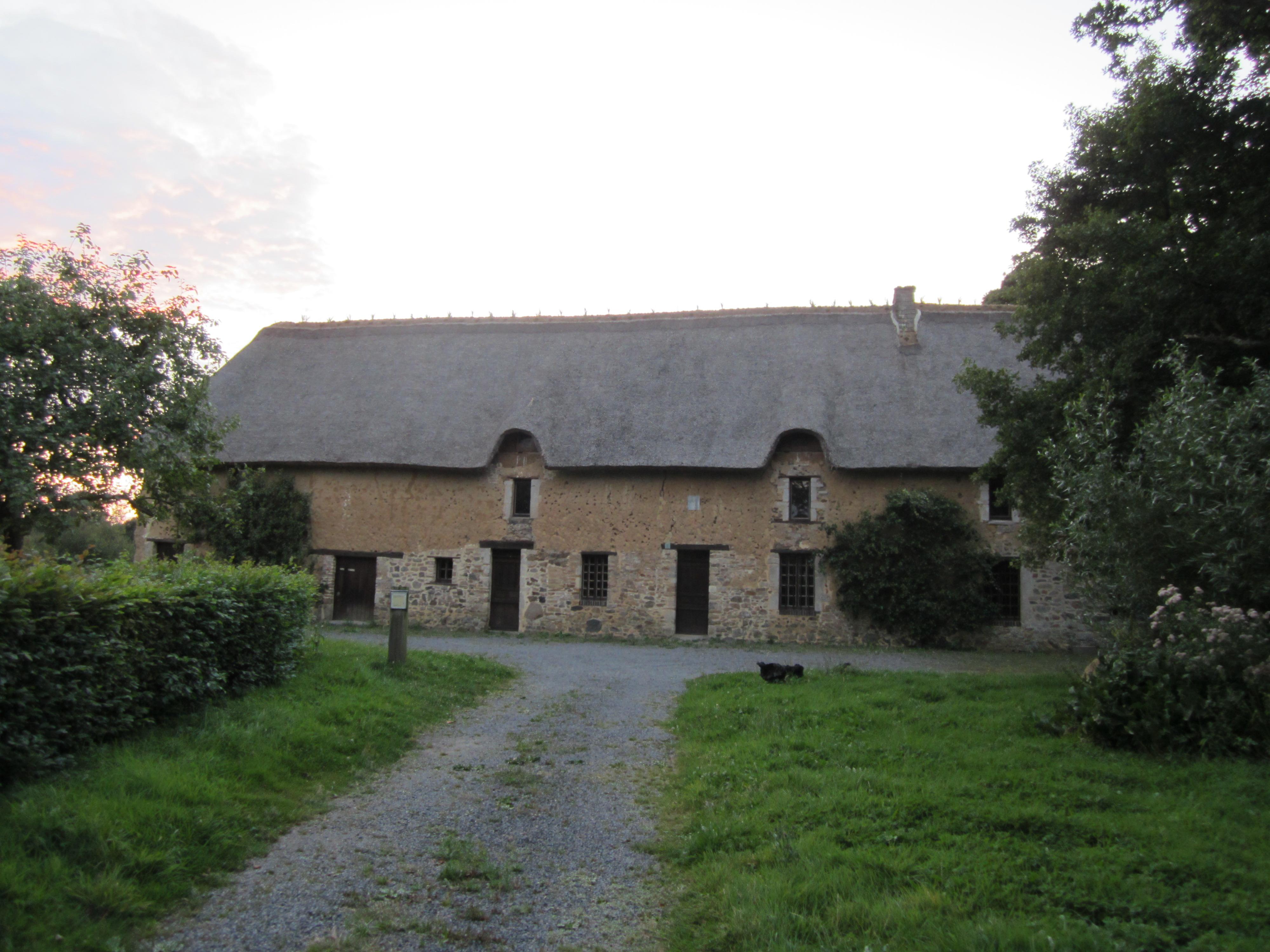
Haus Les Marais